# Karjaküla
Karjaküla – miejscowość w Estonii, w prowincji Harju, w gminie Keila.